# 1402
Cette page concerne l'année 1402  du calendrier julien. Pour l'année 1402 av. J.-C., voir 1402 av. J.-C.
L'année 1402 est une année commune qui commence un dimanche.

## Événements
- 1er mai : les Normands Jean de Béthencourt et Gadifer de La Salle partent de La Rochelle. Après une escale à Cadix, ils débarquent aux îles Canaries, y installent une colonie européenne. Jean de Béthencourt y reste pendant trois ans et prête hommage au roi de Castille en 1403[1].

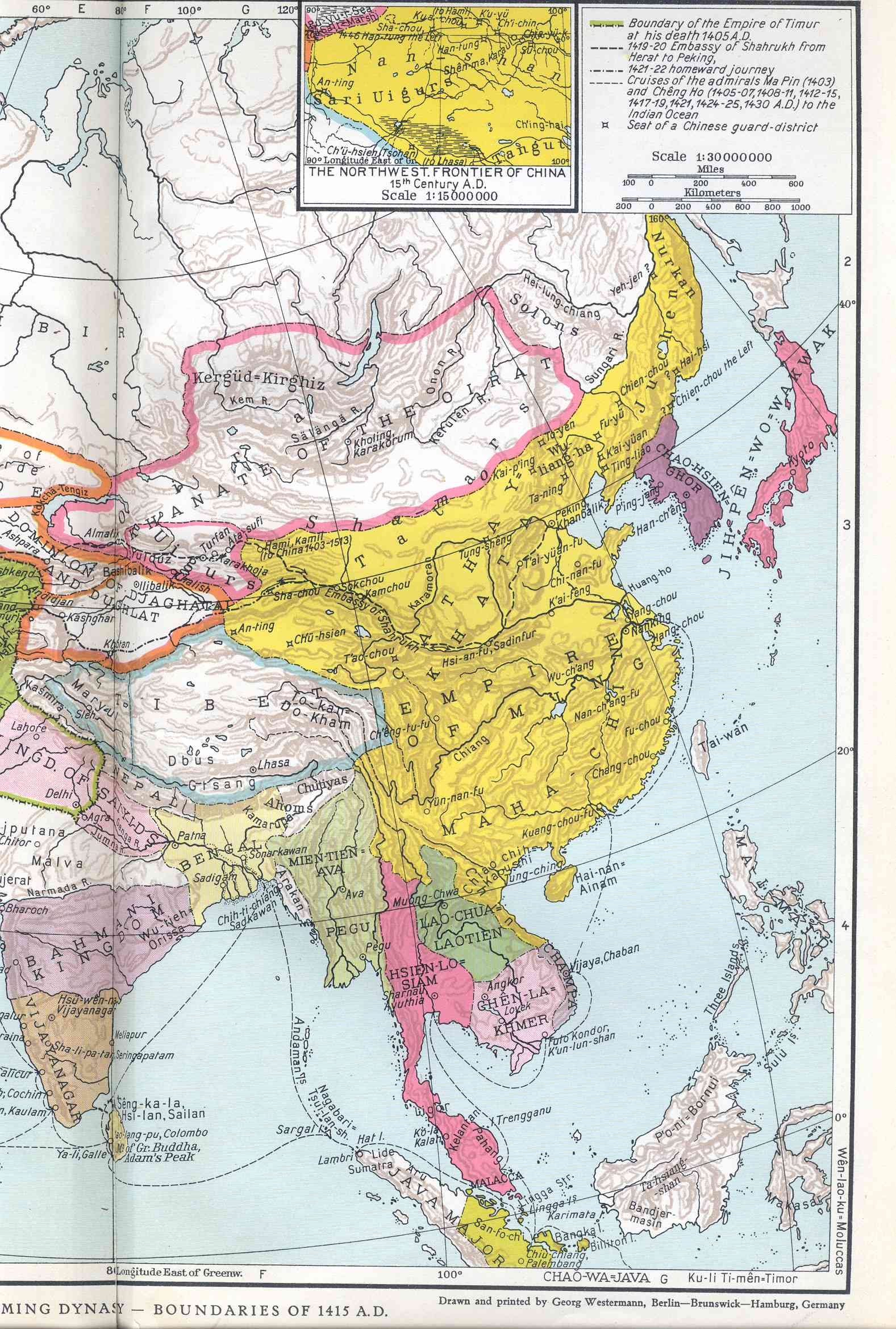
L'empire Ming sous le règne de Yongle

- 13 juillet : l'empereur Ming de Chine Kung Min Hui-ti est déposé à Nankin par son oncle Zhu Di après cinq ans de guerre civile. Il meurt apparemment dans l'incendie de son palais[2].
- 17 juillet : début du règne de Chengzu ou Yongle (1360-1424), empereur Ming de Chine (fin en 1424)[3]. Souverain ouvert, il échange des cadeaux avec Chah Rukh, le successeur de Tamerlan, et reçoit à sa cour de nombreuses ambassades.
- 20 juillet : Tamerlan défait les Turcs Ottomans à la bataille d'Ankara et s'empare du sultan Bajazet Ier[4]. Les Ottomans perdent des émirats turcs d’Anatolie. Brousse est occupée et pillée.
  - Tamerlan dévaste l'Asie Mineure, puis restaure les beylicats d'Aydin, de Menteşe, de Saruhan, d'Hamid de Germiyan et de Karaman conquis par Bayezid dans les années 1390[5].
  - Kara Yülük Osman, sultan des Ak Koyunlu reçoit de Tamerlan la région du Diyarbakir[6].
  - En apparence, l’État Ottoman est détruit et en proie à la guerre civile entre les fils de Bajazet Ier.
- Décembre : Smyrne, ville chrétienne, est prise et détruite par Tamerlan.

- Le roi David Ier d'Éthiopie envoie une riche ambassade à Venise conduite par le florentin Antonio Bartoli. En remerciement, le doge envoie en Éthiopie des architectes qui construiront l’église de Débra-Ouork[7].

### Europe

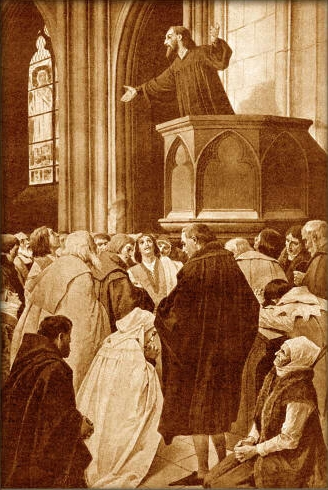
Jan Hus prêchant à la chapelle de Bethléem

- 14 mars : Jan Hus est nommé prédicateur à la chapelle de Bethléem, créée à Prague par un marchand pour les chrétiens désirant des réformes[8]. Il y prêche avec succès et est d’abord protégé par l’archevêque et le roi. Mais il est influencé par les écrits du théologien anglais John Wyclif, dont il découvre les œuvres par l’intermédiaire des étudiants anglais de l’université Charles de Prague. Il lui emprunte la théorie de la pauvreté absolue de l’Église et rejette beaucoup d’éléments de la pratique religieuse, gardant toutefois l’autorité de la bible. Hus commence à prêcher pour une réforme de l’Église et défend l’idée d’une interprétation individuelle de la Bible, qu’il entreprend de traduire en tchèque.
- 26 juin : bataille de Casalecchio (Casalecchio di Reno). Victoire de Jean Galéas Visconti sur Bologne (Bentivoglio), Florence et leurs alliés[9].
- Août - octobre : Antonio Ier Acciaiuoli, duc d’Athènes et de Thèbes, assiège et prend Athènes au Vénitiens (fin en 1435)[10].
- 3 septembre : mort de Jean Galéas Visconti d’une fièvre maligne[9]. L’État milanais se disloque. Son fils Jean Marie Visconti (1389-1412) règne sur Milan, Philippe Marie sur le comté de Pavie et Gabriel Marie, un enfant naturel, sur la seigneurie de Pise.
- 14 septembre : bataille de Homildon Hill entre les Anglais et les Écossais[11].
- 10 décembre : fondation de l'université de Wurtzbourg[12].

- Complot de l’aristocratie hongroise mené par le chancelier János Kanizsai pour destituer le roi Sigismond de Hongrie au profit des Anjou de Naples. Les barons fidèles à Sigismond, les Garai en tête, brisent le complot en 1403. Kanizsai est démis comme chancelier et remplacé par l’Allemand Eberhard. Il reste archevêque d’Esztergom avant de partir en exil[13].
- Fondation de la première banque allemande à Francfort[14].